# Bernd Schuster
Bernd Schuster (Augsburg, 22. prosinca 1959.) je njemački nogometni menadžer i bivši nogometaš. 
Rođen je 22. prosinca 1959. u Augsburgu, u tada Zapadnoj Njemačkoj. Njegov je nadimak "der Blonde Engel", što znači "plavi anđeo".
Počeo je profesionalnu karijeru u dobi od 18 godina u 1. FC Kölnu 1978. godine, nakon izvrsnih igara za reprezentaciju mladih Zapadne Njemačke. Ostao je tamo do 1980. Igrao je 56 puta i postigao 10 golova.
Godine 1980. preselio se u Barcelonu. Tijekom '80.-ih godina bio je jedan od najboljih igrača. Bio je u lošim odnosima s predsjednikom Josepom Luizom Nunezom i s trenerima kao što su: Helenio Herrera, Udo Lattek, Terry Venables i Luis Aragonés. Osvojio je europsku srebrnu loptu 1980. i brončanu loptu 1981. i 1985. U Barceloni je osvojio jedno prvenstvo Španjolske, tri kupa, jedan Superkup i jedan Kup pobjednika kupova.
Godine 1988. preselio se u Real Madrid. Bilo je mnogo kontroverzi i suparništva dvaju klubova. U prvoj sezoni osvojio je dvostruku krunu i Superkup, a u drugoj prvenstvo. Za Real je igrao 61. utakmicu i zabio 13 golova.
Godine 1990. preselio se u Atlético Madrid. Osvojio je dva kupa i bio vice-prvak Španjolske. Igrao je 85 utakmica i postigao 11 golova.
Vratio se u svoju domovinu 1993. godine. Otišao je u Bayer Leverkusen. Unatoč naporima, nije uspio osvojiti ligu ili njemački kup. U izboru za najbolji gol 1994. godine, osvojio je sva prva tri mjesta. Igrao je 59 utakmica i postigao 8 golova. Poslije je ostvario i zapaženu trenersku karijeru trenirajući Real Madrid, 1. FC Köln, Šahtar Donjeck i mnoge druge poznate klubove.